# 曼尼普尔土邦
曼尼普尔土邦，即曼尼普尔王国，（英語：Kingdom of Manipur），又稱康萊帕克王国（羅馬化：Kangleipak），是英屬印度的一個土邦，其統治地域為今日印度的曼尼普尔邦。
Loiyumba於1110年統一當地的各個小王國，建立康格雷帕克王国。此後不斷向周邊擴張。Khagemba在位期間（1597–1652），擊退了孟加拉穆斯林扶持的王位覬覦者的進攻。Pamheiba在位期間（1720–1751）接受了印度教。1724年，更名為「曼尼普爾」，梵文意思是「珠寶之鄉」。
Pamheiba在位期間曾數次入侵緬甸，但沒有成功。他死後，曼尼普爾於1754年被緬甸占領。國王Ching-Thang Khomba向英國求救，但英國召回了援助的部隊，兩國之間并沒有發生太多接觸。
緬甸入侵阿薩姆後，曼尼普爾國王Chinglen Nongdrenkhomba於1824年向英國求救，得到英國的允許。這場戰爭最終引發了第一次英緬戰爭，曼尼普爾於同年成為英國的保護國，而戰敗的緬甸也在1826年正式放棄了曼尼普爾。
1890年，曼尼普爾發生內亂，翌年，英國-曼尼普爾戰爭爆發，大君Kulachandra Singh被廢黜，王子Tikendrajit被處以絞刑。年幼的Meidingngu Churachand被立為大君。
1944年3月至7月，曼尼普爾土邦被日本軍隊占領，盟軍對日軍發動英帕爾戰役，此役為日軍在二戰期間損失最為慘重的戰役。1947年8月15日，曼尼普爾曾短暫地獨立。1949年9月21日，曼尼普爾大君簽署條約，將曼尼普爾并入印度，此條約於10月15日生效，曼尼普爾成為印度的一個最高專員省，由印度直接統治。